# Jacqueline Auriol

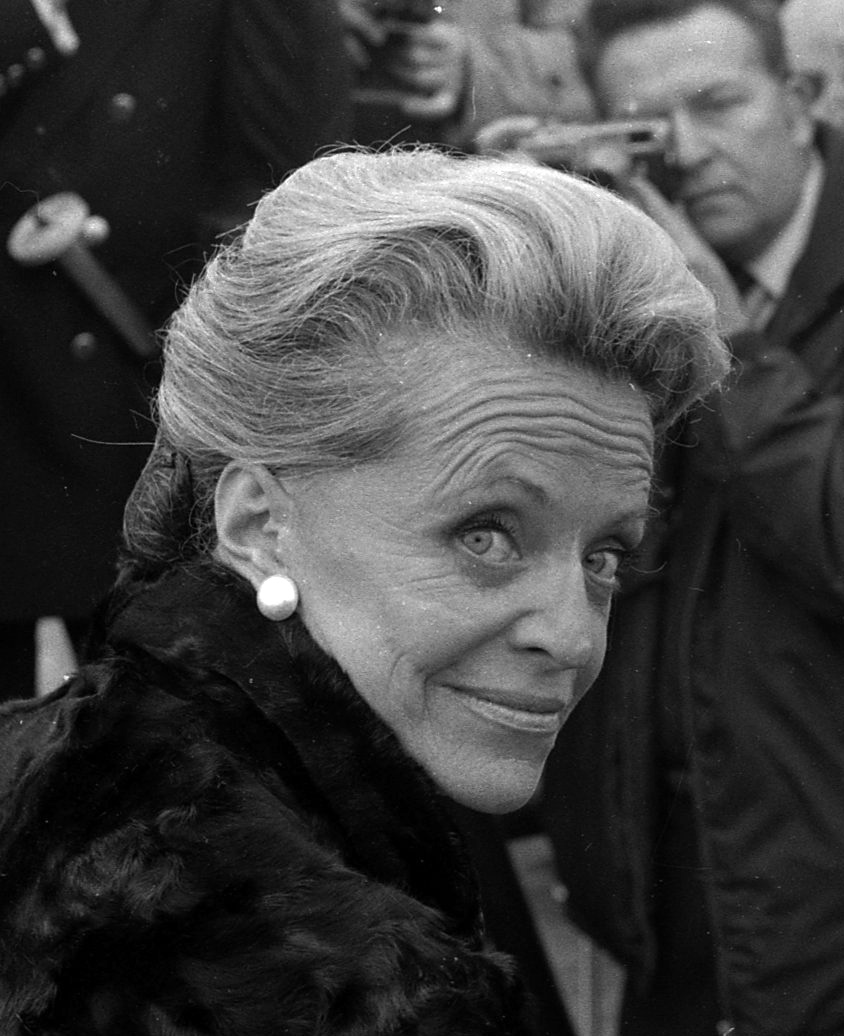
Jacqueline Auriol (1969)

Jacqueline Marie-Thérèse Suzanne Auriol-Douet (* 5. November 1917 in Challans; † 11. Februar 2000 in Paris) war eine französische Pilotin, durchbrach als erste Europäerin die Schallmauer und wurde mehrmals als „Schnellste Frau der Welt“ bezeichnet.

## Leben
Jacqueline Douet wurde als Tochter des Holzhändlers Pierre Douet in Challans geboren und lernte an der Blanche de Castille in Nantes, dann am Pariser Collège Notre Dame de Sion. Sie studierte Kunstgeschichte an der École du Louvre in Paris.
Sie lernte Paul Auriol (1918–1992), den Sohn des späteren französischen Präsidenten Vincent Auriol, über Familienkontakte kennen. Die Familien wollten aber keine Heirat und trennten die beiden vorerst. 20-jährig heiratete sie im Februar 1938 Paul Auriol schließlich doch. Sie hatte mit ihm zwei Kinder, Jean-Paul und Jean-Claude.
Sie arbeitete als Presse-Sekretärin des Präsidenten, Jacqueline fielen vor allem repräsentative Aufgaben zu. Mit diesen Aufgaben war sie nicht ausgelastet.
Nach einem Flug 1947 mit dem französischen Flieger Raymond Guillaume beschloss sie, selbst fliegen zu lernen. Ihr Mann, ebenfalls ein Flieger, war von der Idee begeistert und unterstützte sie, wo er nur konnte. Aber erst nach schriftlicher Zustimmung ihres Schwiegervaters gab Guillaume ihr Unterricht im Kunstflug. Zwischen 1948 und 1954 erwarb Jacqueline Auriol sechs Pilotenscheine für alle Flugzeugtypen, den Segel- und den Kunstflugschein.
Bald arbeitete sie als Testpilotin und flog in einer Staffel mit 20 Luftakrobaten bei Airshows mit. Im Juli 1949 gab sie in Paris eine Kunstflug-Vorstellung vor rund 30.000 Menschen. Wegen ihres Mutes bekam sie den Spitznamen La Lionne ‚die Löwin‘. Nur drei Tage später stürzte sie als Copilotin eines Wasserflugzeugs ab. Sie überlebte mit schweren Verletzungen und Verbrennungen einschließlich mehrerer Brüche des Schädels und des Kiefers. Im Laufe der nächsten zwei Jahre unterzog sie sich 22 Operationen.
Ans Bett gefesselt und durch ihre Verbrennungen entstellt, studierte Jacqueline Auriol Aeronautik, Algebra und Trigonometrie für die Lizenz als Militärpilotin, die sie 1950 erwarb. Gleich nach der letzten plastischen Operation in den USA machte sie 1951 ihr Diplom als Hubschrauberpilotin. Während ihres US-Aufenthaltes lernte sie die damalige „schnellste Frau der Welt“, Jackie Cochran, kennen und sie wurden gute Freundinnen, später aber Konkurrentinnen. Am 12. Mai 1951 nahm sie Cochran erstmals deren Geschwindigkeitsrekord ab: Mit einem Düsenjäger des Typs „Vampire“ erreichte sie in Paris eine Geschwindigkeit von 818,181 km/h.
Im September 1952 bekam sie für „herausragende fliegerische Leistungen“ das französische Kreuz der Ehrenlegion verliehen und zwei Monate später von Harry S. Truman die Internationale Hermon-Trophäe. Im Dezember desselben Jahres stellte sie dann erneut einen Weltrekord für Frauen auf, als sie mit einer „Mistral“ zwischen Avignon und Istres eine Durchschnittsgeschwindigkeit von 856 km/h flog.
Am 3. August 1953 erreichte Jacqueline Auriol als erste Europäerin Überschallgeschwindigkeit, knapp drei Monate, nachdem Cochran dies gelungen war. Mit einem Düsenjäger des Typs „Dassault Mystère IV“ durchbrach sie die Schallmauer und erreichte 1195 km/h. Ein nächster Rekord folgte im Mai 1955, als sie mit einer „Mystère IV“ 1151 km/h flog und damit Jackie Cochran erneut auf die Ränge verwies. In den Jahren 1962, 1963 und 1965 gelangen ihr weitere Geschwindigkeitsweltrekorde, der schnellste lag bei 2039 km/h in einer „Mirage III“. Den letzten Rekord Cochrans hat sie nicht mehr überboten.
Insgesamt absolvierte Jacqueline Auriol über 4000 Flugstunden. Sie war Testpilotin für Mistral, Dassault Mystère IV und Dassault Mirage.
Sie starb im Jahr 2000 mit 82 Jahren in ihrer Wohnung in Paris.

## Rekorde
Sie war eine der ersten Menschen, die Schallgeschwindigkeit flogen. Auriol stellte die folgenden Geschwindigkeitsrekorde auf:
- 12. Mai 1951 – Auriol stellte einen von der Fédération Aéronautique Internationale (FAI) ratifizierten Geschwindigkeitsrekord von 818,18 km/h (508,39 mph) auf, indem sie mit einer Vampire aus britischer Produktion über einen 100 km langen, geschlossenen Rundkurs in Frankreich von Istres, außerhalb von Marseille, nach Avignon und zurück flog und damit den Geschwindigkeitsweltrekord bei den Frauen von der bisherigen Inhaberin Jacqueline Cochran aus den Vereinigten Staaten übernahm.
- 21. Dezember 1952 – Mit einer Sud-Est Mistral (eine in Frankreich gebaute Weiterentwicklung der Vampire mit einem Hispano-Suiza Nene-Motor) brach Auriol ihren eigenen Geschwindigkeitsweltrekord von 1951 über einen 100 km langen, geschlossenen Rundkurs mit einer Geschwindigkeit von 855,92 km/h. Der neue Rekord wurde über denselben 100 km langen, geschlossenen Kurs wie 1951 aufgestellt, von Istres nach Avignon und zurück.[3]
- 31. Mai 1955 – Mit einer Mystère IVN bricht Auriol den bisherigen Geschwindigkeitsrekord für Frauen auf einer 15/25 km langen geraden Strecke, der zuvor von Jacqueline Cochrane gehalten wurde, mit einer FAI-zertifizierten Geschwindigkeit von 1151 km/h.
- 22. Juni 1962 – Mit einer Dassault Mirage IIIC erreicht Auriol eine FAI-zertifizierte Durchschnittsgeschwindigkeit von 1.850,2 km/h auf dem 100 km langen, geschlossenen Rundkurs in Istres und holt sich damit den Geschwindigkeitsweltrekord der Frauen in dieser Kategorie von Jacqueline Cochran zurück.
- 14. Juni 1963 – Mit einer Dassault Mirage IIIR erreichte Auriol eine FAI-zertifizierte Durchschnittsgeschwindigkeit von 2038,70 km/h auf einem 100 km langen, geschlossenen Rundkurs in Istres. Es war ihr letzter Versuch, den Geschwindigkeitsrekord der Frauen über diese Distanz zu brechen, und sie brach einen Rekord, den Jacqueline Cochran im Mai 1963 über diese Distanz aufgestellt hatte.

Am 1. Juni 1964 brach Jackie Cochran Auriols Rekord vom Juni 1963, indem sie in einem Lockheed F-104G Starfighter eine FAI-zertifizierte Durchschnittsgeschwindigkeit von 2.097,27 km/h (1.303,18 mph) über einen 100 km langen geschlossenen Rundkurs erreichte.

## Film
- Vergissmeinnicht. Jacqueline Auriol, Testpilotin. Dokumentarfilm. Regie: Jacques Malaterre. ARTE France, Frankreich 2016, 27 Min. In: arte.tv, abgerufen am 6. Januar 2018 (Filmbeschreibung).